# Baco-Liner
Baco-Liner war der Name von drei Spezialschiffen, sog. BACO-Carriern, die im Raum schwimmende Ladung und an Deck Container laden konnten.

## Geschichte
Das System des Baco-Liners wurde Ende der 1970er Jahre gemeinsam vom Bremer Kapitän H. Möncke und dem Rhein-, Maas- und See-Schiffahrtskontor (RMS) in Duisburg entwickelt. Gebaut wurden die drei Einheiten in den Jahren 1979, 1980 und 1984 bei der Thyssen Nordseewerke GmbH.
Die Baco-Liner 3 wurde 2012 außer Dienst gestellt und erreichte am 30. Juli 2012 Alang zum Abbruch. Baco-Liner 2 traf am 7. Juli 2013 zur Verschrottung im pakistanischen Gadani ein und Baco-Liner 1 folgte schließlich ebenda am 17. September 2013.

## Das System

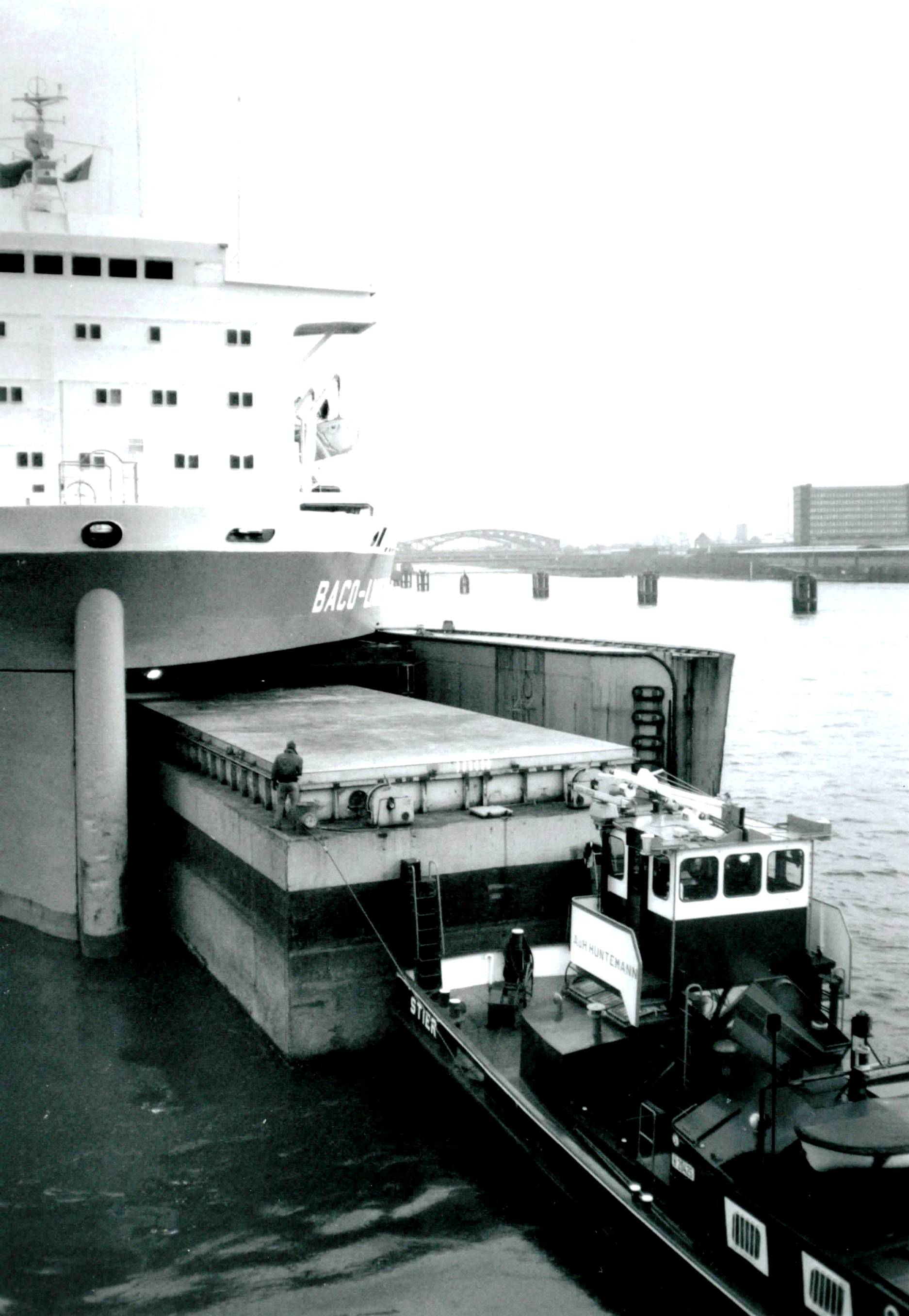
Größenverhältnis von Mensch, Schlepper, Leichter und Baco-Liner

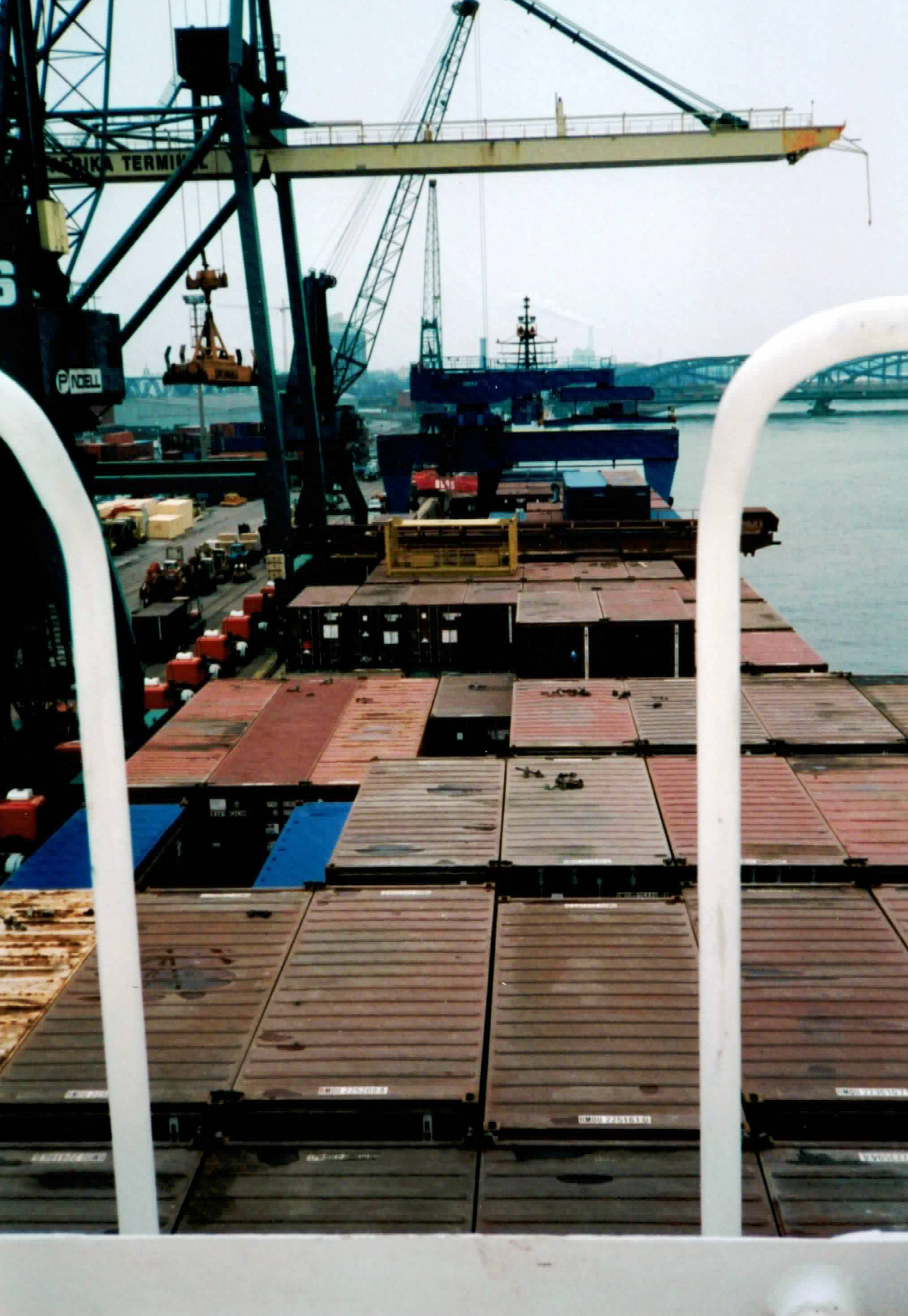
Container-Transport an Deck

Anders als bei Lash-Carriern, die spezielle, schwimmfähige Leichter an Deck laden können, oder Dockschiffen, deren Räume nach oben offen sind bzw. deren Luken nach der Beladung nicht dauerhaft mit Lukendeckeln verschlossen werden müssen, waren die Räume der Baco-Liner fest umbaut. Die Beladung erfolgte über Bugpforten. Damit schwimmende Ladung in die Räume eingeschwommen werden konnte, wurden die Schiffe durch das Fluten von Ballasttanks abgesenkt. Zusätzlich zu den zum Transportsystem Baco-Liner gehörenden Leichtern, von denen bis zu zwölf in den Räumen Platz fanden, konnte auch andere schwimmende Ladung befördert werden, sofern die Abmessungen der Räume von 144 × 9,5 × 9,5 m (L × B × H) nicht überschritten wurden.
Zusätzlich konnten an Deck der Schiffe bis zu 652 bzw. 656 TEU in vier Lagen gestaut werden. Die Schiffe verfügten über einen bordeigenen Ladekran, der 40 t heben konnte.
Das Baco-Liner-System war für westafrikanische Häfen konzipiert. Aufgrund der Möglichkeit, die Schiffe autark zu beladen und zu löschen (dies konnte auch außerhalb von Hafenanlagen, z. B. auf Reede oder in Flussmündungen geschehen), waren die Schiffe von Überfüllungen in den westafrikanischen Häfen, die oft zu einer Verzögerung in der Abfertigung im Hafen führten, nur wenig bis gar nicht betroffen. Die Leichter, die in den Lade- und Löschhäfen verblieben, konnten beladen bzw. gelöscht werden, wenn das Mutterschiff, der Baco-Liner, den Hafen bereits wieder verlassen hatte.
Der Schiffsantrieb bestand aus einem Achtzylinder-Zweitakt-Dieselmotor, der direkt auf einen Festpropeller wirkte. Bei den ersten beiden Baco-Linern wurde je ein in Dänemark gebauter Achtzylinder-Zweitakt-Dieselmotor des Typs 8 L 55 GF von Burmeister & Wain mit 7880 kW Leistung verbaut, die nachfolgende Baco-Liner 3 erhielt einen bei Mitsui Engineering & Shipbuilding in Tamano in Lizenz gebauten Siebenzylinder-Motor des Typs B&W 7 L 55 GFCA mit 7350 kW Leistung.

## Die Schiffe
| Baco-Liner   | Baco-Liner  | Baco-Liner  | Baco-Liner         | Baco-Liner                                                  |
| Name         | Bau- nummer | IMO- Nummer | Ablieferung        | Verbleib                                                    |
| ------------ | ----------- | ----------- | ------------------ | ----------------------------------------------------------- |
| Baco-Liner 1 | 457         | 7812115     | 27. September 1979 | Ab 24. Juli 2013 in Alang verschrottet.                     |
| Baco-Liner 2 | 458         | 7904621     | 2. Februar 1980    | Ab 9. Juni 2013 in Gadani verschrottet.                     |
| Baco-Liner 3 | 475         | 8203696     | 27. Januar 1984    | Ab 8. Juli 2012 bei GN Ship Breakers in Alang verschrottet. |

## Fahrtgebiet der Schiffe
Die Schiffe fuhren nach einem festen Fahrplan und liefen dabei die folgenden Häfen an:
- Europa:
  - Liverpool, Großbritannien
  - Tilbury, Großbritannien
  - Hamburg, Deutschland
  - Antwerpen, Belgien
  - Rouen, Frankreich

- Westafrika:
  - Nouadhibou, Mauretanien
  - Nouakchott, Mauretanien
  - San Pedro, Elfenbeinküste
  - Takoradi, Ghana
  - Lagos, Nigeria
  - Calabar, Nigeria
  - Port Harcourt, Nigeria

Eine Rundreise dauerte etwa sechs Wochen.

## Bilder

Baco-Liner
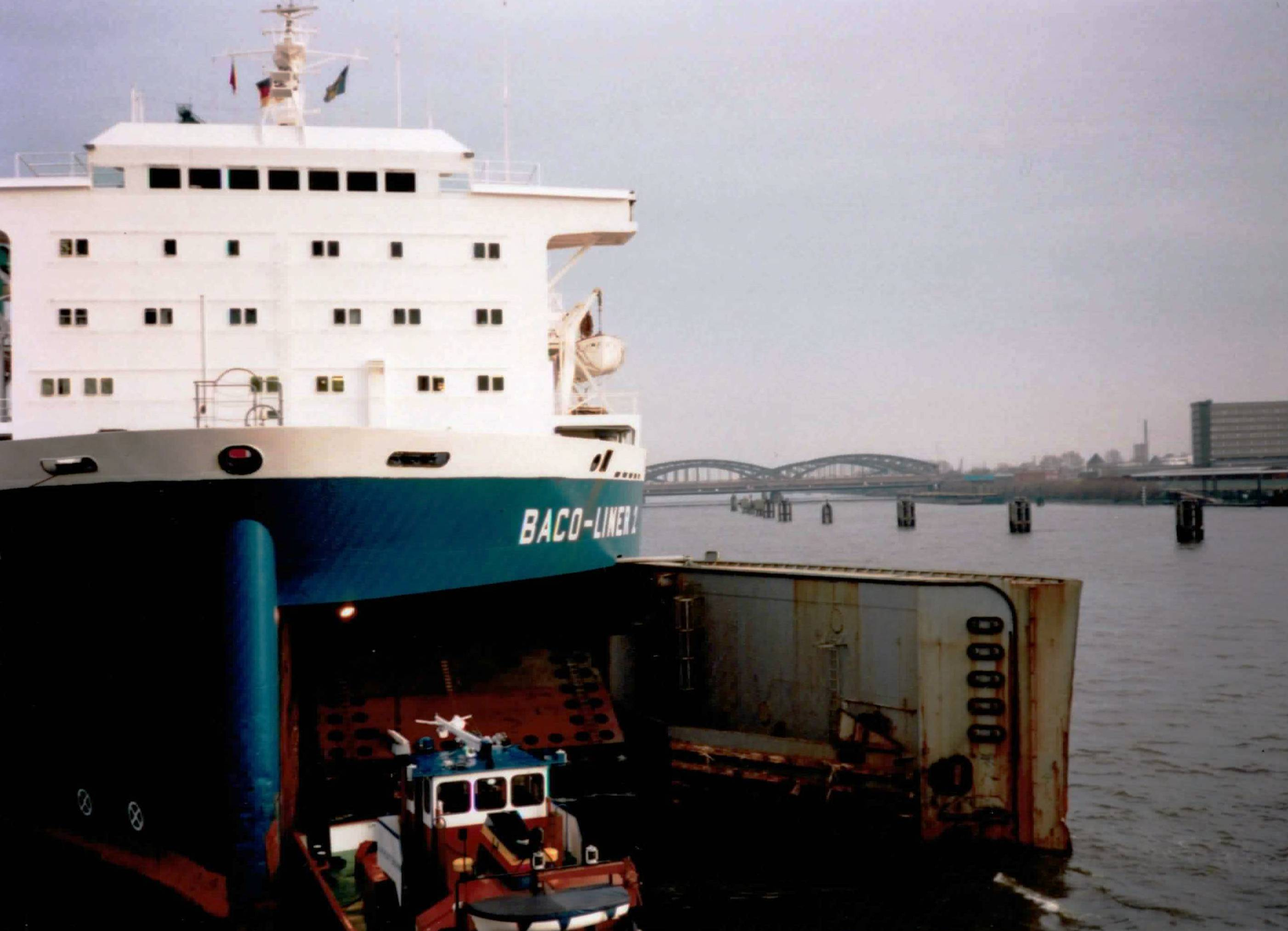
Öffnen der Bugpforten
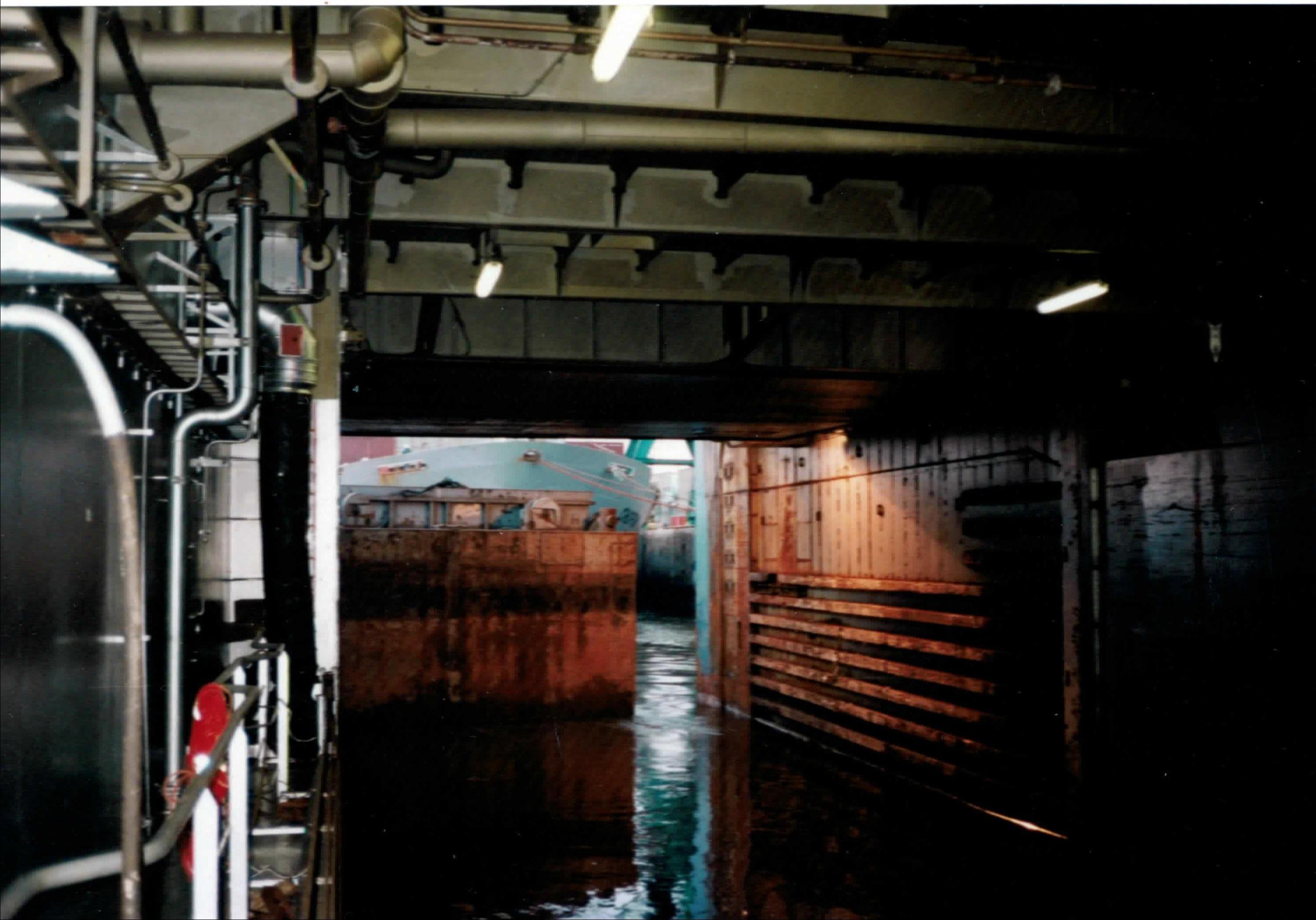
Ausschwimmen der Leichter
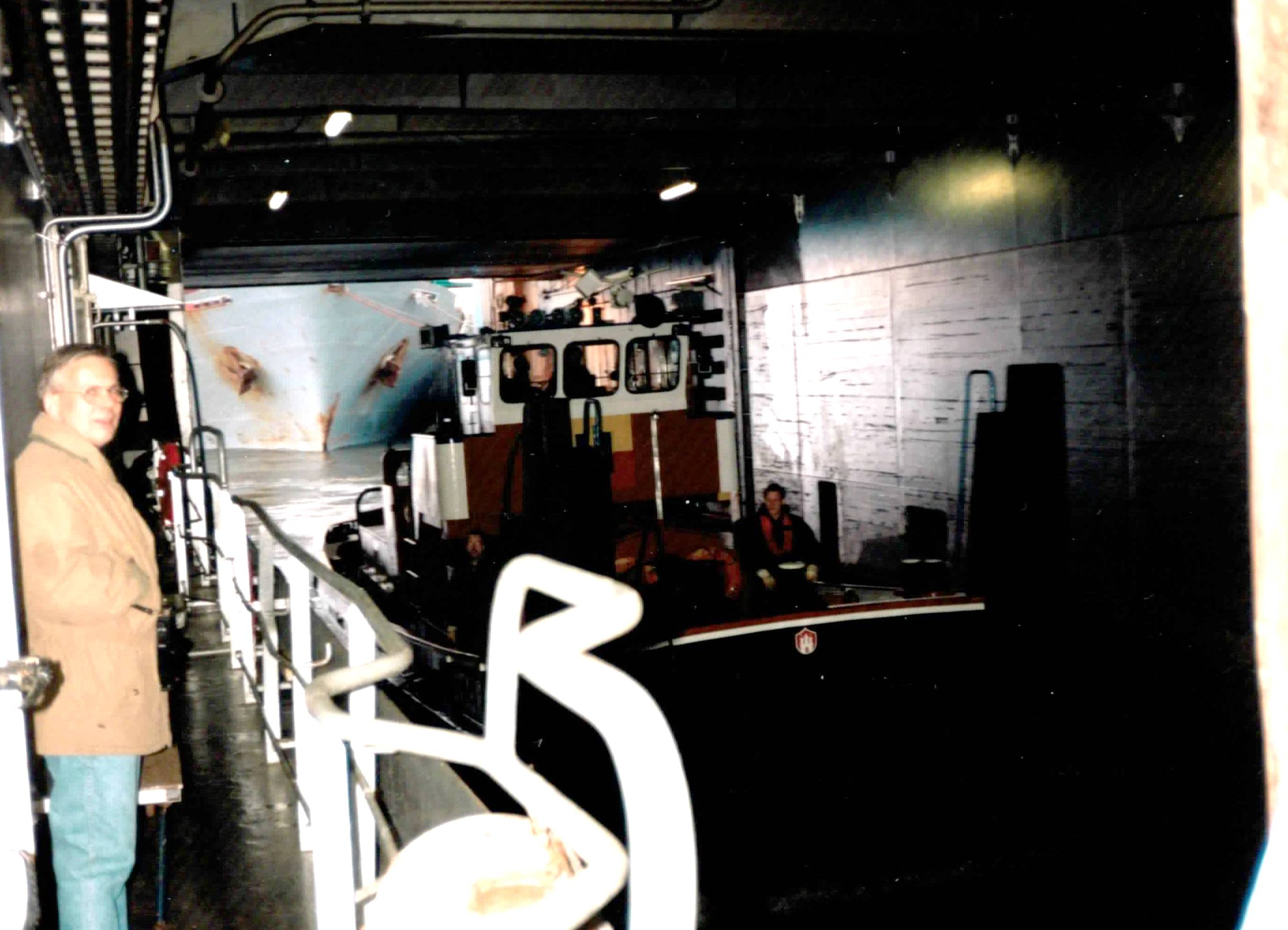
Ein Schlepper holt Leichter
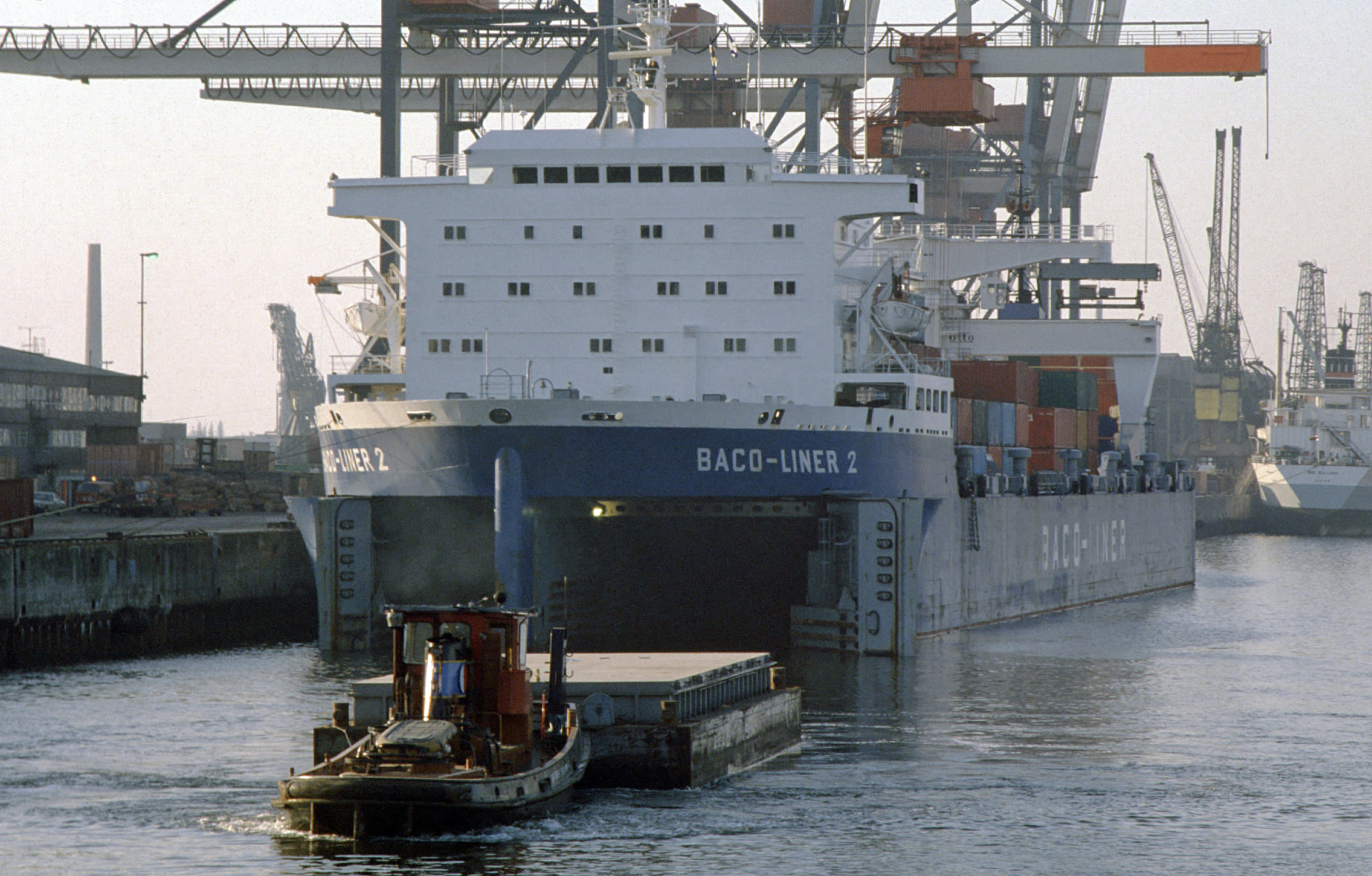
Einschwimmen eines Leichters
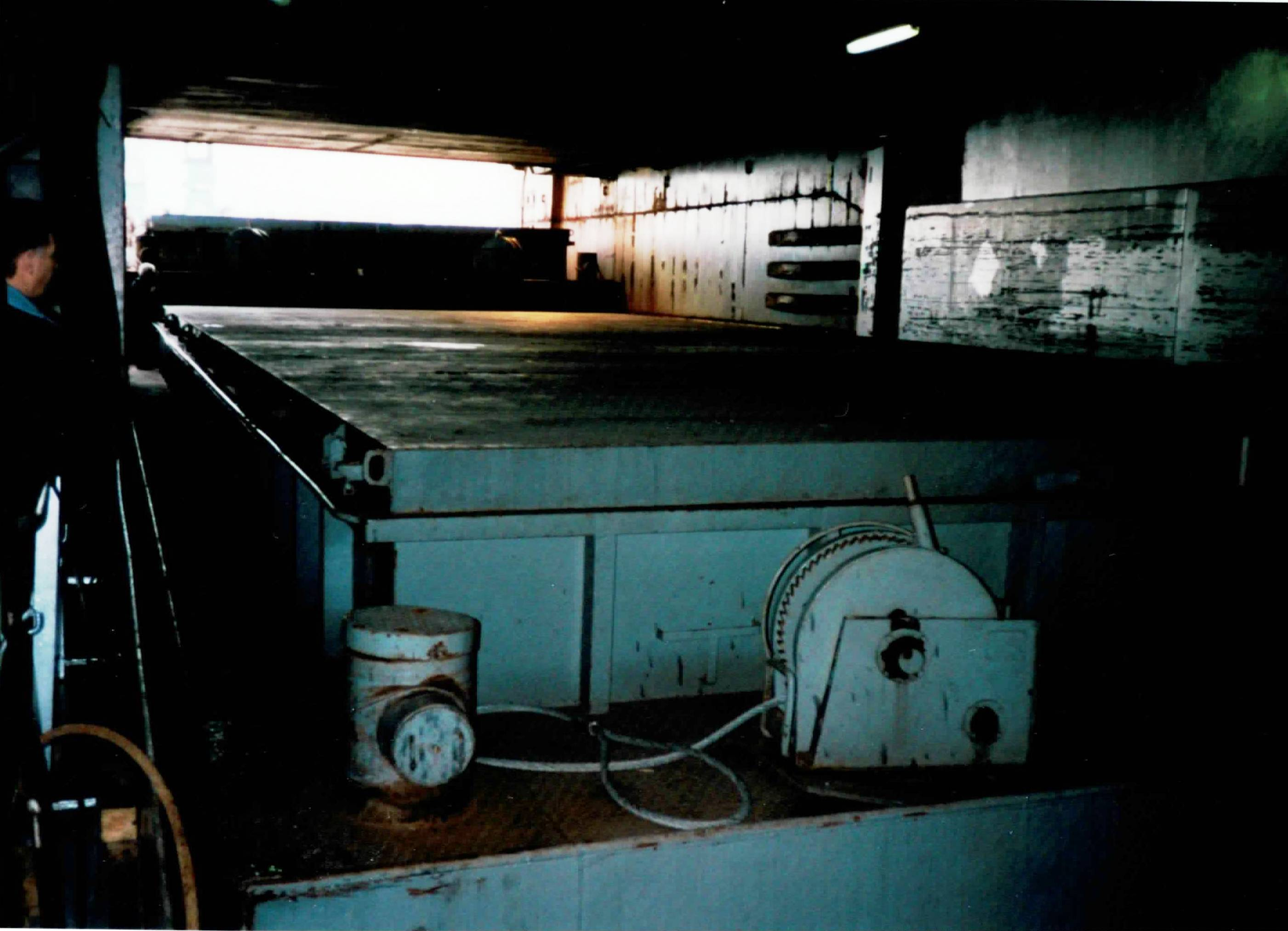
Schwimmende Leichter im „Laderaum“
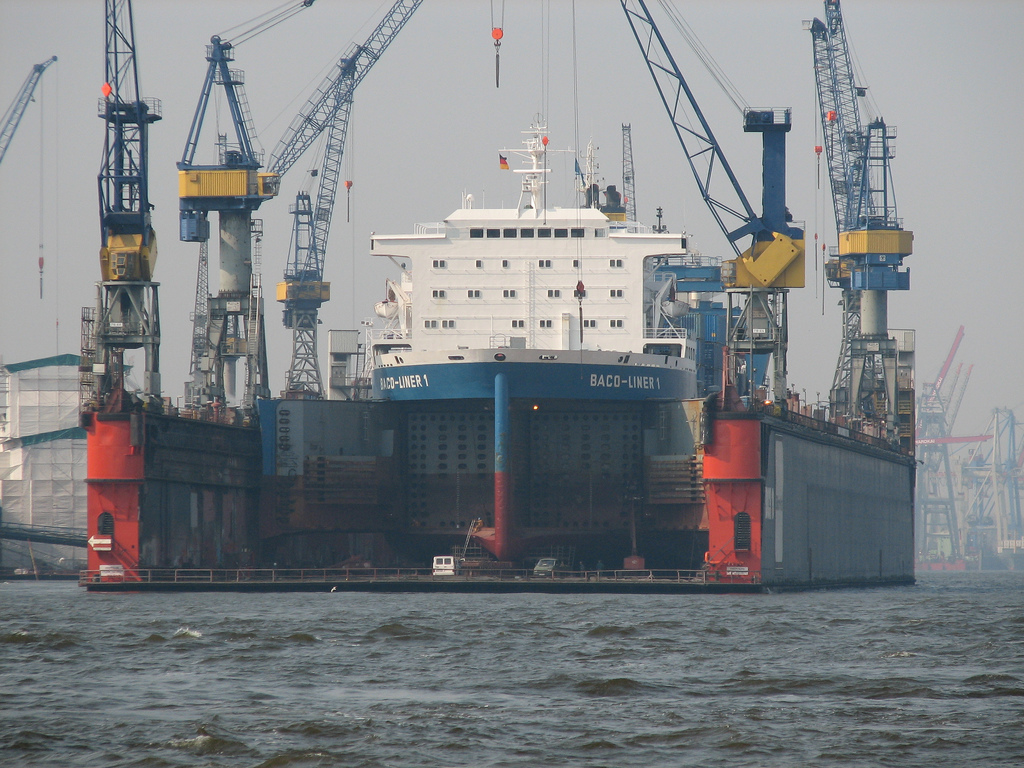
Baco-Liner 1 im Dock bei Blohm + Voss in Hamburg

## Überfall auf die Baco-Liner 2
Am 20. Januar 2007 wurde die Baco-Liner 2 auf dem Weg nach Warri von nigerianischen Rebellen überfallen, alle 24 philippinischen Seeleute an Bord wurden verschleppt. Die Seeleute wurden erst nach mehr als drei Wochen wieder freigelassen. Bei der Schifffahrts-Zeitung THB – Deutsche Schiffahrts-Zeitung wurde in diesem Zusammenhang vermutet, dass manche Entführer politische Ziele verfolgten und gegen die Lebensbedingungen im verarmten Nigerdelta protestieren würden, während andere lediglich auf das Lösegeld aus seien.